# Opius nodifer
Opius nodifer är en stekelart som beskrevs av Fischer 1959. Opius nodifer ingår i släktet Opius och familjen bracksteklar. Inga underarter finns listade i Catalogue of Life.